# Локалитет Анине
Локалитет Анине је археолошко налазиште које се налази на један километар од ушћа реке Љиг у Колубару, у атару села Ћелије, на територији општине Лајковац. Откривени су добро очувани остаци римске виле и грандиозног пољопривредног добра, насталог почетком 4. века, а несталог током пљачкашког похода Гота.
Истраживањем је откривен комплекс који представља изузетно велико пољопривредно добро, који обухвата преко 30ha са стамбеним и економским делом, делом за складиштење намирница и гробљем (некрополом) са капелом. У 2014. године истражено је око 400m² резиденцијалног и стамбеног блока римске виле рустике која се иначе простире на преко 4000 квадрата и око 2.000m² простора за складиштење пољопривредних производа. Откривени су добро очувани остаци шест просторија, сачувани зидови су висине метар до два, а процењује се да је централни део грађевине имао висину око осам метара. Вила је имала и систем за грејање у свим просторијама.
Откривен је велики број налаза који сведоче о интензивном економском животу овог места у распону од 300. до 380. године, као и у време српске деспотовине током 15. века. Вила рустика је једна од највећих подигнутих на удаљености од тадашњих градских центара. По начину градње и остацима може се закључити да је власник био изузетно богат, али скоро спартански скромних прохтева.